# Улица Бориса Жигулёнкова
Улица Бориса Жигулёнкова — улица, расположенная в Восточном административном округе города Москвы на территории района Соколиная Гора.

## История
Современное название улица получила в 1966 году в честь Героя Советского Союза — лётчика-истребителя Бориса Васильевича Жигулёнкова (1922—1944), сбившего 16 вражеских самолётов и совершившего 184 боевых вылета.
Прежнее название улицы — 2-й Кирпичный переулок — дано в 1928 году по находившимся поблизости кирпичным заводам.

## Расположение
Начинается от Вольной улицы, идёт на юг, пересекает 10-ю и 9-ю улицы Соколиной Горы. При пересечении последней улица Бориса Жигулёнкова меняет направление на юго-восточное, пересекает по пути дальнейшего следования 8-ю улицу Соколиной Горы. Заканчивается, упираясь в 5-ю улицу Соколиной Горы.
- Пересечение с 5-й улицей Соколиной Горы
- Дом № 3

## Образовательные учреждения
По нечётной стороне
- Дом № 9, корпус 1 — школа № 1362 (школьный и дошкольный корпус).
- Дом № 15а — школа № 1362 (школьный корпус).
- Дом № 23 — учебный корпус МГМСУ.

## Транспорт
Автобусы:
| 83:  | Перово • Шоссе Энтузиастов • Семёновская                                                                         |
| 680: | Бульвар Рокоссовского • Преображенская площадь • Электрозаводская • Соколиная Гора (→) • Больница Соколиной Горы |

«→» — остановки проходятся только при движении в прямом направлении; «←» — остановки проходятся только при движении в обратном направлении.
- Автобусная остановка «Улица Бориса Жигулёнкова, 27»
- ЛиАЗ-5292.65  ООО «Трансавтолиз» на улице Бориса Жигулёнкова, маршрут № 83